# Jean Marsh
Jean Lyndsey Torren Marsh, OBE (Londres, 1 de julho de 1934 – Londres, 13 de abril de 2025) foi uma atriz e escritora inglesa. Ela foi mais conhecida por seu papel como Rose Buck na série de televisão Upstairs, Downstairs, pelo qual ela ganhou o Emmy Award de Melhor Atriz em Série Dramática.

## Filmografia parcial
- Lady Godiva Rides Again (1951) - Concorrente da rainha da beleza (sem créditos)
- The Limping Man (1953) - Filha da senhoria
- The Love Lottery (1954) - Dançarina no sonho de Sally (sem créditos)
- The Rebel (1961) - Mulher estranha na festa (sem créditos)
- The Roman Spring of Mrs. Stone (1961) - (sem créditos)
- Cleópatra (1963) - Octavia (sem créditos)
- Unearthly Stranger (1964) - Miss Ballard
- Charlie Bubbles (1967) - Waitress (sem créditos)
- The Limbo Line (1968) - Dilys
- A Day in the Death of Joe Egg (1972) - Mulher no foguete da lua (sem créditos)
- Frenzy (1972) - Monica Barling
- Dark Places (1973) - Victoria
- The Eagle Has Landed (1976) - Joanna Grey
- Hawaii Five-O (1978) episódio: "The Miracle Man" - Sister Harmony
- The Changeling (1980) - Joanna Russell
- Return to Oz (1985) - Nurse Wilson / Mombi
- Willow (1988) - Queen Bavmorda
- Monarch (2000) - The Queens
- The Heavy (2010) - Mrs. Mason

## Morte
Marsh morreu de complicações da demência, em sua casa em Londres, no 13 de abril de 2025, aos 90 anos.